# Сон Хинмін
Сон Хинмін (кор. 손흥민, нар. 8 липня 1992, Чхунчхон, Південна Корея) — південнокорейський футболіст, нападник  клубу «Лос-Анджелес» та національної збірної Південної Кореї.

## Клубна кар'єра
Вихованець футбольної академії клубу «Гамбург», до якої приєднався 2008 року. Дорослу футбольну кар'єру розпочав 2010 року в основній команді того ж клубу, в якій провів три сезони, взявши участь у 73 матчах чемпіонату. Більшість часу, проведеного у складі «Гамбурга», юний кореєць був основним гравцем атакувальної ланки команди.
До складу клубу «Баєр 04» приєднався 13 червня 2013 року, уклавши з «фармацевтами» п'ятирічний контракт. Трансферна сума оцінюється в 10 мільйонів євро, що робить Сона найдорожчим придбанням в історії леверкузенського клубу.
28 серпня 2015 року Сон приєднався до лондонського «Тоттенгему» за 22 мільйона фунтів (30 мільйонів євро), контракт було підписано на 5 років. Тим самим Сон став найдорожчим азійським футболістом в історії футболу. До нього рекордсменом був японець Наката Хідетосі, його трансфер з «Роми» до «Парми» був оцінений у 25 мільойнів євро.  
23 липня 2021 року підписав новий контракт зі «шпорами» до 2025 року. 15 серпня забив перший гол сезону у ворота «Манчестер Сіті», який став переможним 1–0. 4 листопада забив у першому матчі нового тренера «Тоттенгема» Антоніо Конте у групповому етапі Ліги Конфенції УЄФА проти «Вітесса», що клуб виграв 3–2. Таким чином Сон забивав перший гол команди за трьох останніх тренерів. 26 лютого 2022 року забив у ворота «Лідс Юнайтед» з пасу Гаррі Кейна. У 37-ий раз, ця пара відзначилась голом у Прем’єр-Лізі, що стало рекордом усіх часів. 
9 квітня зробив хет-трик у ворота «Астон Вілли», а 7 травня забив єдиний гол команді на «Енфілді» проти «Ліверпулю», подолавши відмітку в 20 голів за сезон в АПЛ. 22 травня 2022 року двічі відзначився у воротах «Норвічу» 5–0, завдяки чому закінчив сезон з відміткою в 23 голи та поділив Золоту Бутсу Прем'єр-ліги з вінгером «Ліверпуля» Мохаммедом Салахом.

## Виступи за збірні
Протягом 2008-2009 років грав у складі юнацької збірної Південної Кореї, взяв участь у 15 іграх на юнацькому рівні, відзначившись 7 забитими голами.
2010 року дебютував в офіційних матчах у складі національної збірної Південної Кореї. Наразі провів у формі головної команди країни 92 матчі, забивши 27 голів.
У складі збірної був учасником кубка Азії з футболу 2011 року у Катарі, на якому команда здобула бронзові нагороди.
2014 року був включений до заявки збірної на тогорічний чемпіонат світу у Бразилії.

## Статистика виступів

### Статистика клубних виступів
Станом на 26 червня 2022 року
| Сезон                         | Команда                       | Чемпіонат                     | Чемпіонат | Чемпіонат | Національний кубок | Національний кубок | Національний кубок | Континентальні кубки | Континентальні кубки | Континентальні кубки | Інші змагання | Інші змагання | Інші змагання | Усього | Усього |
| Сезон                         | Команда                       | Ліга                          | Ігор      | Голів     | Ліга               | Ігор               | Голів              | Ліга                 | Ігор                 | Голів                | Ліга          | Ігор          | Голів         | Ігор   | Голів  |
| ----------------------------- | ----------------------------- | ----------------------------- | --------- | --------- | ------------------ | ------------------ | ------------------ | -------------------- | -------------------- | -------------------- | ------------- | ------------- | ------------- | ------ | ------ |
| 2010–11                       | «Гамбург»                     | БЛ                            | 7         | 0         | КН                 | 3                  | 0                  | -                    | -                    | -                    | -             | -             | -             | 10     | 0      |
| 2011–12                       | «Гамбург»                     | БЛ                            | 27        | 5         | КН                 | 3                  | 0                  | -                    | -                    | -                    | -             | -             |               | 30     | 5      |
| 2012–13                       | «Гамбург»                     | БЛ                            | 33        | 12        | КН                 | 1                  | 0                  | -                    | -                    | -                    | -             | -             |               | 34     | 12     |
| Усього за «Гамбург»           | Усього за «Гамбург»           | Усього за «Гамбург»           | 67        | 17        |                    | 5                  | 0                  |                      | -                    | -                    |               | -             | -             | 72     | 17     |
| 2013–14                       | «Баєр 04»                     | БЛ                            | 31        | 10        | КН                 | 4                  | 2                  | ЛЧ                   | 8                    | 0                    | -             | -             | -             | 43     | 12     |
| 2014–15                       | «Баєр 04»                     | БЛ                            | 30        | 11        | КН                 | 2                  | 1                  | ЛЧ                   | 10                   | 5                    | -             | -             | -             | 42     | 17     |
| 2015–16                       | «Баєр 04»                     | БЛ                            | 1         | 0         | КН                 | 0                  | 0                  | ЛЧ                   | 1                    | 0                    | -             | -             | -             | 2      | 0      |
| Усього за «Баєр 04»           | Усього за «Баєр 04»           | Усього за «Баєр 04»           | 62        | 21        |                    | 6                  | 3                  |                      | 19                   | 5                    |               | -             | -             | 87     | 29     |
| 2015–16                       | «Тоттенгем Готспур»           | ПЛ                            | 28        | 4         | КА+КЛ              | 4+1                | 1+0                | ЛЄ                   | 7                    | 3                    | -             | -             | -             | 40     | 7      |
| 2016–17                       | «Тоттенгем Готспур»           | ПЛ                            | 34        | 14        | КА+КЛ              | 5+0                | 6+0                | ЛЧ+ЛЄ                | 6+2                  | 1+0                  | -             | -             | -             | 47     | 21     |
| 2017–18                       | «Тоттенгем Готспур»           | ПЛ                            | 37        | 12        | КА+КЛ              | 7+2                | 2+0                | ЛЧ                   | 7                    | 4                    | -             | -             | -             | 53     | 18     |
| 2018–19                       | «Тоттенгем Готспур»           | ПЛ                            | 31        | 12        | КА+КЛ              | 1+4                | 1+3                | ЛЧ                   | 12                   | 4                    | -             | -             | -             | 48     | 20     |
| 2019–20                       | «Тоттенгем Готспур»           | ПЛ                            | 30        | 11        | КА+КЛ              | 4+1                | 2+0                | ЛЧ                   | 6                    | 5                    | -             | -             | -             | 41     | 18     |
| 2020–21                       | «Тоттенгем Готспур»           | ПЛ                            | 37        | 17        | КА+КЛ              | 2+3                | 0+1                | ЛЄ                   | 9                    | 4                    | -             | -             | -             | 51     | 22     |
| 2021-22                       | «Тоттенгем Готспур»           | ПЛ                            | 35        | 23        | КА+КЛ              | 2+4                | 0+0                | ЛК                   | 4                    | 1                    | -             | -             | -             | 45     | 24     |
| Усього за «Тоттенгем Готспур» | Усього за «Тоттенгем Готспур» | Усього за «Тоттенгем Готспур» | 232       | 93        | КА+КЛ              | 25+15              | 12+4               | ЄК                   | 53                   | 22                   | -             | -             | -             | 325    | 131    |
| Усього за кар'єру             | Усього за кар'єру             | Усього за кар'єру             | 361       | 131       |                    | 51                 | 19                 | ЛЧ+ЛЄ+ЛК             | 72                   | 27                   | -             | -             | -             | 484    | 177    |

## Титули і досягнення
- Срібний призер Кубка Азії: 2015
- Бронзовий призер Кубка Азії: 2011
- Переможець Азійських ігор: 2018
- Переможець Ліги Європи УЄФА: 2025